# Reina Malvada
La Reina Malvada (alemán: böse Königin), también llamada la Reina Mala, Malvada Reina, o la Reina, es un personaje de ficción y antagonista principal de "Blancanieves", un cuento de hadas alemán recopilado por los Hermanos Grimm.
La Reina Malvada es la malvada madrastra de la protagonista titular Blancanieves, siendo una mujer obsesionada con ser "la más hermosa de la tierra". Cuando el espejo mágico de la Reina revela que la joven princesa Blancanieves es más hermosa que ella, decide matarla usando brujería. Después de que Blancanieves sea rescatada, la Reina es ejecutada por sus crímenes. La historia es didáctica, significada como una advertencia a los niños pequeños contra los peligros del narcisismo, el orgullo y la arrogancia, y mostrando el triunfo del bien sobre el mal.
En algunos relatos del cuento de hadas, la Reina ha sido re-imaginada o retratada con más simpatía. En algunas de esas historias se desempeña como protagonista, e incluso ha sido retratado como un antihéroe o un héroe trágico.

## Cuento de los Hermanos Grimm

### Historia

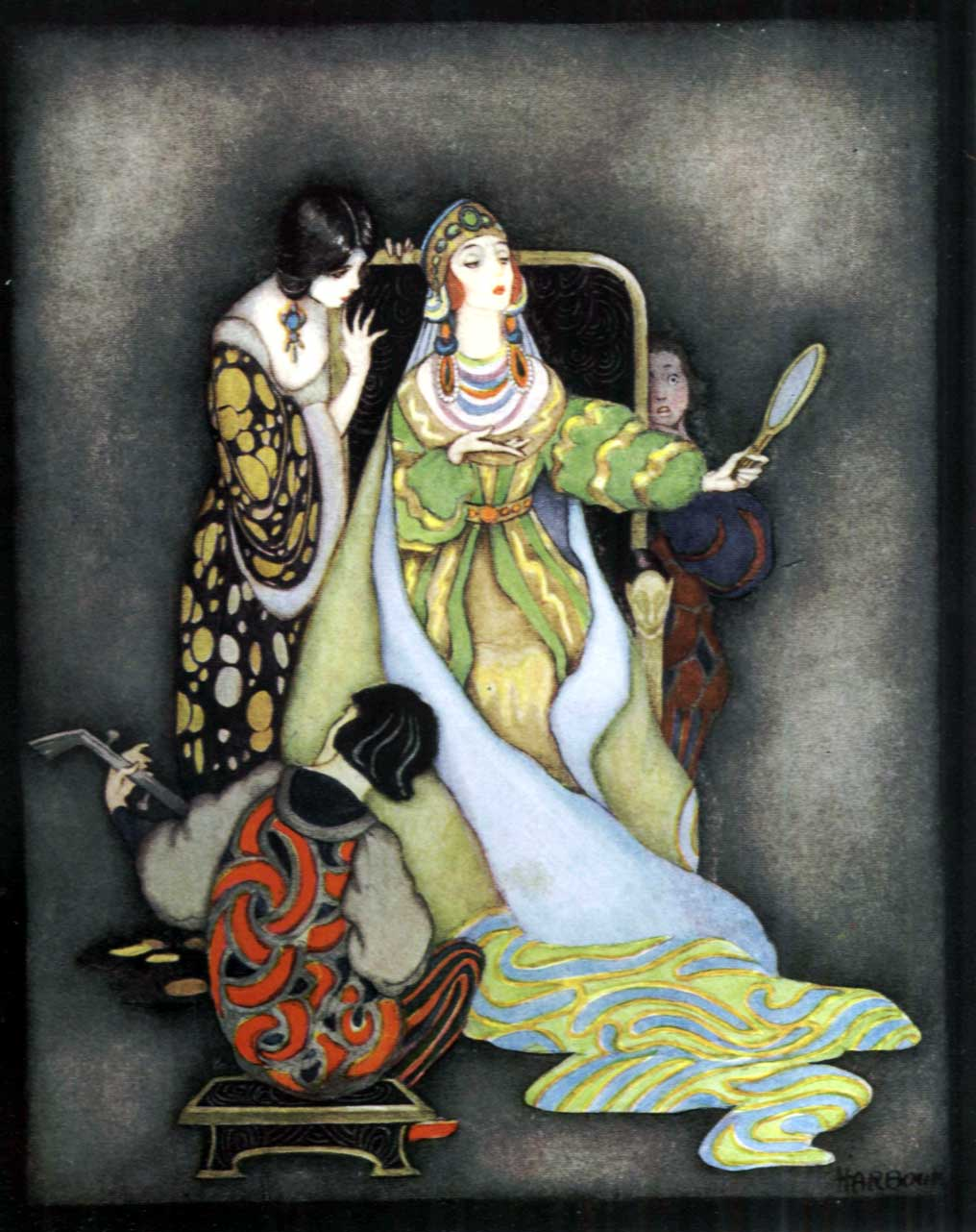
La reina con su espejo, de My Favourite Book of Fairy Tales de 1921 (ilustrado por Jennie Harbour).

La Reina Malvada es una mujer muy hermosa pero orgullosa y arrogante que se casa con el Rey tras la muerte de su primera esposa, la madre de Blancanieves. La Reina Malvada posee un espejo mágico al que consulta quién es la más hermosa, deseando ella ocupar siempre esa posición, hasta que un día el espejo le informa que su joven hijastra, la princesa Blancanievesde siete años, la ha superado en belleza "mil veces".
Después de decidir matar a Blancanieves, la Reina ordena a su cazador llevar a la princesa al bosque para asesinarla. La Reina le dice que traiga de vuelta los pulmones y el hígado de Blancanieves como prueba de que la princesa está muerta. Sin embargo, el cazador se compadece de Blancanieves, y en su lugar trae a la Reina los pulmones y el hígado de un jabalí salvaje. La Reina tiene a la cocinera preparando los pulmones y el hígado y se come lo que cree que son los órganos de Blancanieves.

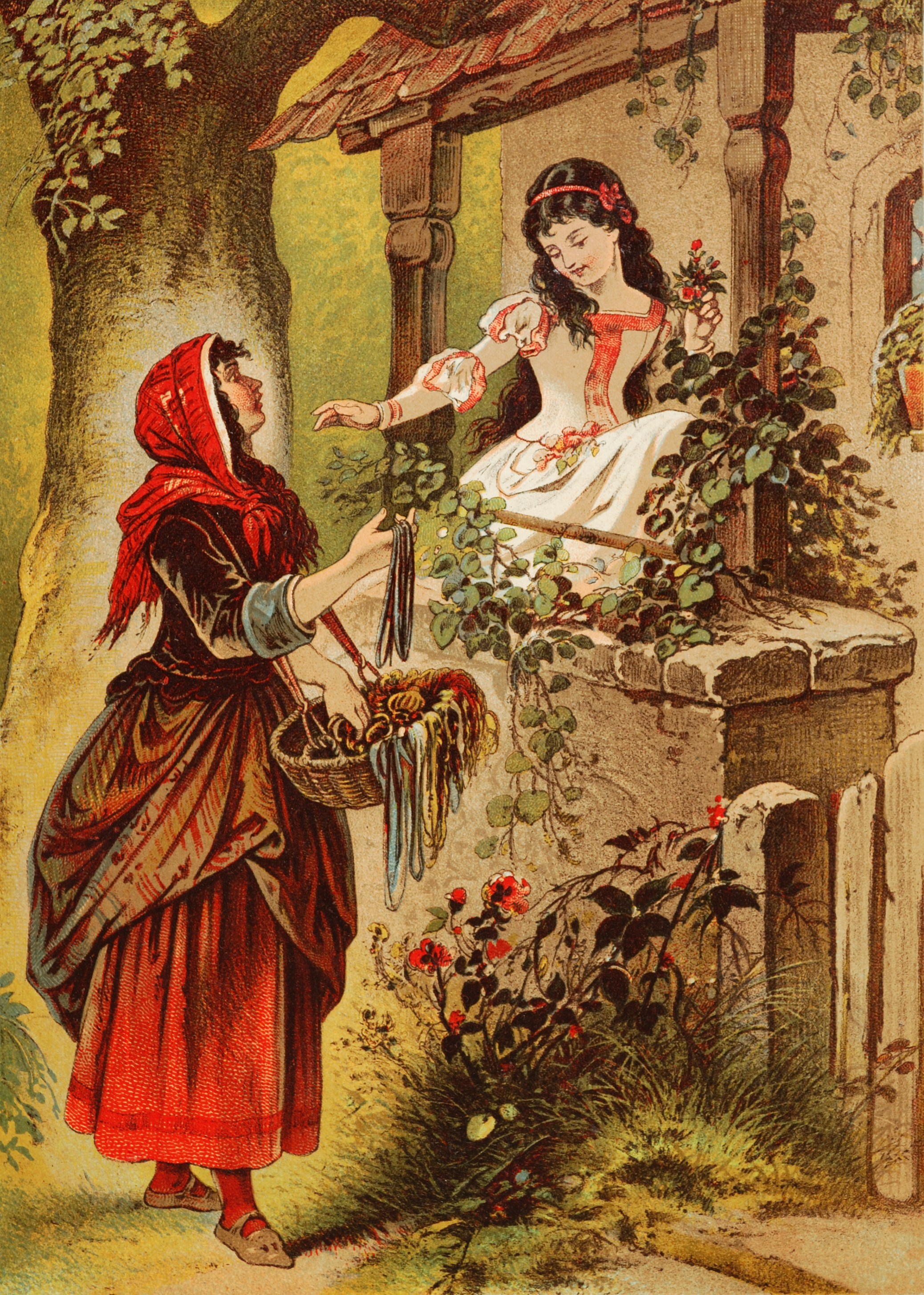
La Reina disfrazada, ofreciendo los hilos del corsé a Blancanieves (una ilustración alemana de finales del).

Tras consultar a su espejo de nuevo, la Reina descubre que Blancanieves ha sobrevivido y ha encontrado refugio con los Siete Enanos. Con la intención de matar a Blancanieves, se lleva el disfraz de una vieja vendedora. Ella visita la casa de los enanos y vende cordones a Blancanieves para un corsé que estaba demasiado apretado, en un intento de asfixiar a la chica. Cuando esto falla, la Reina regresa como vendedora de peines y engaña a Blancanieves para que use un peine envenenado creado a través de "el arte de la brujería". Después de que el peine, también, no matase a Blancanieves, la Reina proclama "Blancanieves morirá... incluso si me cuesta la vida". Vuelve a visitar Blancanieves disfrazada de la esposa de un granjero y le da a Blancanieves una mitad de una hermosa manzana roja, la cual está envenenada, que deja a Blancanieves en un sueño profundo.
Blancanieves es despertada por un beso de un príncipe de otro reino, e invitan a la Reina a su boda. Aunque temiendo lo que va a pasar, los celos de la Reina la impulsan a asistir. Allí, como castigo por sus actos, se ve obligada a ponerse unos zapatos de hierro rojo y bailar hasta que cae muerta.

### Destinos alternativos

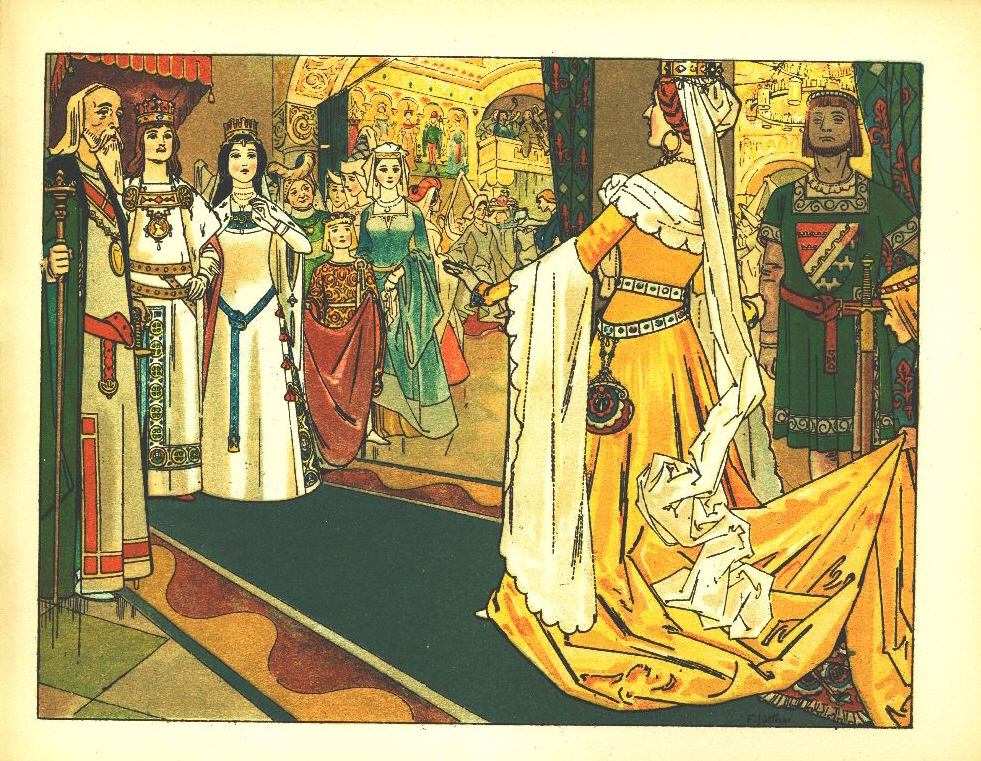
La Reina llega a la boda de Blancanieves en una ilustración alemana de 1905.

En el final clásico de "Blancanieves", la Reina Malvada es condenada a muerte por tortura. Tal castigo extremo se considera ahora a menudo demasiado oscuro y potencialmente horroroso para los niños. La primera traducción al inglés del cuento de los Grimm, escrita por Edgar Taylor en 1823, tiene a la Reina ahogada en su propia envidia tras ver a Blancanieves con vida. Otra traducción al inglés de Susannah Mary Paull sustituye "la muerte de la reina por castigo físico cruel" con "la muerte por dolor autoinfligido y autodestrucción" cuando fueron sus propios zapatos los que se calentaron debido a su ira.
Otros finales alternativos tienen a la Reina cayendo muerta "de ira" instantáneamente en la boda o frente a su espejo al enterarse de ello, muriendo de sus propios planes que van mal (como por tocar su propia rosa envenenada) o por la naturaleza (como caer en arenas movedizas mientras cruzaba un pantano en su camino de regreso al castillo después de envenenar a Blancanieves), ser asesinada por los enanos durante una persecución, ser destruida por su propio espejo, correr al bosque para no ser vista nunca más, o simplemente siendo desterrada del reino para siempre.

## Adaptaciones

### Películas y series de imagen real

#### 1916-2000
- En la película muda Blancanieves de 1916, Dorothy Cumming interpreta a la Reina Brangomar, mientras que Alice Washburn interpreta a su forma de bruja. En esta película, el destino de la Reina termina con ella siendo desterrada de la corte después de romper su espejo demoníaco en un ataque de ira.[11]

- En la película de 1961 Snow White and the Three Stooges, la Reina es interpretada por Patricia Medina.[12] El personaje de la Reina es el mismo que el del cuento de hadas. Sin embargo, la princesa está protegida por los Tres Chiflados. Cuando la Reina intenta localizar y destruir a Blancanieves, los Chiflados la ven volando en una escoba y la matan con un deseo mágico haciéndola estrellarse y arder. Su compañero en la película, el mago Oga, también muere al caer en una olla con aceite hirviendo.[13]

- En la serie de televisión de 1987-1988 The Charmings, una secuela del cuento de hadas, la Reina Lillian "Lily" White (Judy Parfitt) lanza una poderosa maldición sobre Blancanieves y su familia. Esta maldición los destierra a todos (incluida la propia Reina y su Espejo Mágico) al mundo moderno, donde viven como los Charming titulares. La Reina se ve obligada a vivir con Blancanieves, mientras intenta regresar a su propio mundo.[12]

- En la película de terror gótica de 1997 Snow White: A Tale of Terror, se explora la historia de fondo y la personalidad de la malvada madrastra como un personaje central. Ella no es una reina, sino una trágica mujer noble llamada Lady Claudia Hoffman, interpretada por Sigourney Weaver.[14] A diferencia del personaje habitual de la madrastra de Blancanieves, ella está obsesionada con la maternidad más que con su apariencia. Lady Claudia se casa con el viudo Conde Frederick e intenta hacerse amiga de su hija Lilli, quien la rechaza. Cuando Claudia está embarazada, Lilli recibe toda la atención y le causa tanto estrés que el bebé nace muerto. Enloquecida por el dolor, Claudia escucha el espejo mágico de su madre y culpa a Lilli por la muerte del bebé. Seduce con éxito al pretendiente de Lilly, el Dr. Gutenberg, y comienza a planear la muerte de su hijastra, y más tarde también del rey. Claudia envía a su hermano mudo y endogámico Gustav a matar a la princesa (su papel reemplaza al del Cazador del cuento de hadas). Cuando su espejo le dice que Lilli está viva, usa magia para matar a su hermano e intentar devolverle la vida a su hijo. Claudia se entera del paradero de Lilli e intenta matarla a ella y a los siete mineros con quienes Lilli se esconde. Luego le da a Lilli una manzana envenenada, dejándola en coma. Cuando Lilli despierta, ella y los mineros restantes se enfrentan a Claudia. Lilli mata a su madrastra apuñalando su imagen en el espejo, lo que hace que Claudia envejezca rápidamente y se incendie antes de ser aplastada por los escombros. La película ha sido considerada innovadora porque los celos de la Reina son provocados primero por los propios celos de Blancanieves hacia ella. Weaver dijo sobre su papel: "Para mí era de vital importancia dejar claro que Claudia y Frederick están perdidamente enamorados al principio y eso es lo que le molesta a Lilli. Luego, cuando pasa de ser la esposa perfecta a ser la madre inútil de un niño que nació muerto, ahí es cuando se ve horrible en el espejo y culpa a Lilli de todo. La clave para Claudia es que ella comienza tan normal como el resto de nosotros. Ella no es malvada".

#### 2001-presente
- En la película para televisión de 2001 Blancanieves, una bruja que se odia a sí misma llamada Elspeth (Miranda Richardson, y Karin Konoval en su forma de anciana), que es un genio, es transformada en una hermosa reina por su hermano. Se pone celosa cuando el espejo revela que su hijastra Blancanieves es la más bella del país y en esta adaptación la impulsan más las inseguridades que la vanidad. También envidia el cariño que el Príncipe Alfred muestra hacia Blancanieves. Se disfraza de Josephine (Vera Farmiga), la difunta madre de Blancanieves y logra envenenarla con una manzana. Luego, Elspeth rompe el espejo con rabia, lo que rompe sus hechizos y la convierte en una vieja bruja. Luego los enanos la matan.[15]

- En la película de fantasía histórica de 2005 The Brothers Grimm, Monica Bellucci interpreta al personaje villano que inspiraría a la Reina Malvada de cuento de hadas después de que los hermanos protagonistas se enfrenten a ella en la Alemania de la era napoleónica. Ella es conocida como la Reina de Turingia o la Reina de los Espejos. Era la esposa extremadamente vanidosa del rey franco Childeric I, obsesionada con preservar su juventud y belleza. Esto la llevó a incursionar en la magia negra, lo que le resulta contraproducente cuando adquiere un hechizo para la vida eterna que no le otorga la eterna juventud. Desde entonces, vive en una torre organizando secuestros de niñas para poder utilizar su sangre y recuperar su juventud y belleza. La Reina es destruida después de que Jake Grimm rompe el espejo de la torre, lo que hace que su siervo hombre lobo se transforme en el leñador (la figura del Cazador) y destruya el resto del espejo saltando por la ventana de la torre con él.[16]

- En las siete temporadas de la serie de televisión estadounidense de 2011-2017 Érase una vez, la Reina Malvada, también conocida como Regina Mills, e interpretada por Lana Parrilla, se transforma de antagonista a personaje central a lo largo de la serie. Su rencor a Blancanieves, en lugar de ser debido a considerarla más hermosa como en el cuento original, se debe a que la culpa de la muerte de su novio Daniel. Esta versión del personaje también posee capacidades mágicas, pudiendo manifestar hechizos, lo cual provoca que sus súbditos la teman.[17]

- En la película de fantasía y comedia de 2012 Mirror Mirror, Julia Roberts interpreta a la Reina Clementianna,[14] una más cómica versión del personaje que enmarca la trama de la película a través de su irónico y cínico prólogo y narración del epílogo donde insiste en presentarlo como su historia. Es una mujer fría y narcisista que se casó con el rey y lo hechizó hasta convertirlo en una bestia salvaje usando un collar mágico. La Reina pasa su tiempo organizando lujos en el palacio y comprando vestidos caros, mientras descuida las fiestas del reino, lo que ha provocado que la gente luche y viva en la pobreza debido a los altos impuestos que ella impone. Utiliza un espejo mágico para hablar con un reflejo mucho más joven de sí misma (interpretado por Lisa Roberts Gillan) que a menudo le advierte que no use su magia con fines egoístas y miopes. Como el control total sobre su marido y el príncipe Alcott, o convertir a su sirviente Brighton en una cucaracha como castigo. En sus intentos de matar a su hijastra de 18 años, Blancanieves, la Reina crea dos marionetas de madera para atacar la casa de los enanos y ordena a la Bestia que ataque. Una vez que Blancanieves derrota a la bestia, la Reina comienza a envejecer rápidamente mientras su reflejo indica que debe pagar el precio por el uso de la magia. Cuando Blancanieves rechaza la manzana envenenada que le ofrece la reina anciana en su boda, la propia Clementianna se la come y se disuelve, mientras el portal del espejo se hace añicos.

- Maribel Verdú interpreta a Encarna, la malvada madrastra de Carmen Villalta, también conocida como Blancanieves, en la película de arte mudo española de 2012 Blancanieves, que trasplanta la historia a la década de 1920. Encarna finalmente envenena a Blancanieves en una plaza de toros y los toreros enanos la matan cuando la atrapan con un toro.[18]

- En la adaptación de 2012 Blancanieves y el cazador, Charlize Theron interpreta a la Reina Ravenna, una hechicera extremadamente poderosa en una venganza misándrica después de haber sido abusada sexualmente por hombres poderosos en el pasado.[19]

- La telenovela peruana de 2020 Princesas incluye al personaje Regina Ortega, basada en la Reina Malvada. Ella es una mujer vanidosa, y la madrastra de Blanca, quien está basada Blancanieves, y de quien muestra tener celos porque se la pueda considerar más hermosa que ella. A pesar de ello, su principal razón por la que quiere deshacerse de ella no es por celos por su belleza como en el cuento, sino por querer hacerse con la herencia del padre de Blanca.

- Gal Gadot interpreta a la Reina en la película de 2025 Blancanieves. Esta versión del personaje está mayormente inspirada en la versión de la película de 1937.[20]

- En la película de fantasía oscura de 2025 The Death of Snow White, la Reina es interpretada por Chelsea Edmundson, mientras que Meredith Binder interpreta al personaje en su forma de bruja.[21]

### Películas y series de animación
- En el cortometraje de 1933 Snow-White de Betty Boop, la Reina es una bruja vanidosa y conspiradora que se parece físicamente a Olivia Olivo. En un momento dado, su espejo explota en una bocanada de humo mágico que la convierte en un horrible dragón que persigue a los protagonistas, hasta que el exguardia de la Reina agarra la lengua del dragón y la convierte de adentro hacia afuera en un esqueleto.[12]

- En la película de 1937 Snow White and the Seven Dwarfs, la Reina (voz original de Lucille La Verne), conocida como Reina Grimhilde en algunos medios, cumple un papel similar al del cuento original, pidiendo al cazador que mate a Blancanieves y le traiga su corazón. Tras descubrir que el cazador le trajo el corazón de un jabalí, se transforma en anciana y crea una manzana envenenada para acabar con Blancanieves. Después de que Blancanieves muerde la manzana, la Reina es perseguida por el bosque por los enanitos, hasta que la acorralan en un precipicio, done ella trata de empujar una roca para acabar con ellos, pero es ella quien termina cayendo por el precipicio. Esta versión del personaje ha aparecido posteriormente en otros medios de The Walt Disney Company, como libros, cómics, películas, series de televisión, o videojuegos, además de aparecer en los Parques Disney como personaje para conocer y saludar, o en algunas atracciones. Kathy Najimy también interpretó a esta versión del personaje en la película de acción real de 2015 Descendants, donde tras ser resucitada fue enviada a la Isla de los Perdidos con otros villanos, y tuvo una hija, Evie.

- En la película de 1991 The Magic Riddle, el personaje llamado "La Viuda" es una fusión de varios antagonistas de cuentos, entre ellos la Reina Malvada, haciendo alusión al personaje utilizando una manzana mágica para hipnotizar a su hijastra y hacerla caer dormida.

- En la serie de televisión de anime de 1994-1995 Shirayuki Hime no Densetsu, Lady Chrystal (con la voz de Mari Yokoo), una mujer famosa por su belleza y gobernante de un pequeño reino vecino, llega al Valle Esmeralda para casarse con el rey Conrad. Como en el cuento de hadas, resulta ser una mujer malvada y celosa que usa el arte negro de la brujería para eliminar a sus rivales y obtener lo que más desea: belleza y poder. Después de la partida del rey, la malvada Reina Chrystal, ayudada por su murciélago familiar, intenta matar a Blancanieves, pero la princesa termina en la casa de los siete enanos y bajo su protección. Chrystal luego intenta quitarle la vida a Blancanieves varias veces. Durante el intento final, en cambio usa una manzana para poner a su odiada rival en un sueño encantado para apoderarse de su cuerpo juvenil. Al final, la Reina resulta ser simplemente una marioneta inconsciente de su propia abuela demoníaca, Lady Helene, una bruja poderosa e inmortal y la verdadera fuente de la magia de la Reina como el Espíritu Malvado dentro de su espejo. Veinte años antes de que comenzara la historia, la anciana Helene había encontrado una manera de mantenerse eternamente joven y hermosa tomando posesión de otro cuerpo y transfiriendo su alma a él en un ciclo interminable planificado de sacrificios para satisfacer su vanidad. La primera víctima de su ambición fue su sobrina Chrystal en su duodécimo cumpleaños, cuya alma quedó prisionera en el espejo para permitir que la malvada bruja manipulara la mente y las acciones de la futura Reina Malvada. Pero el prometido de Blancanieves, el príncipe Richard, logra matar a Helene en una lucha desesperada, salvando no solo a su amada sino también liberando a Chrystal de la influencia maligna.

- En la serie de televisión animada española Las tres mellizas, el personaje aparece en el episodio "Las tres mellizas, Blancanieves y los siete enanitos", donde es llamada simplemente "La madrastra". En el episodio, donde la historia transcurre varios años después de los acontecimientos en el cuento "Blancanieves", ella le pregunta a su espejo mágico quién es la más hermosa, y este le dice que las tres mellizas son más hermsas que ella, por lo cual prepara una tarta de manzana envenada para hacérsela comer. Posteriormente, prepara una poción con la que pretende hacer caer a los tres hijos de Blancanieves en un sueño profundo, pero es atrapada por el águila que les protege, y se la lleva volando lejos de ahí.[22]

- En la serie de televisión animada alemana Simsala Grimm, la Reina Malvada aparece en el episodio "Blancanieves" (2000), cumpliendo el mismo papel que en el cuento original, pidiendo al cazador que acabe con Blancanieves para ser la más hermosa, y después disfrazándose de anciana para acabar ella misma con su hijastra, primero con un peine envenenado, y después con una manzana envenenada. Tras que su espejo mágico le muestra que Blancanieves despertó, la Reina rompe el espejo en un ataque de rabia, cuya magia era la que la mantenía joven y hermosa, con lo cual provocando que la Reina envejeciera y se desvaneciera.[23]

- En la película de la serie animada Rugrats de 2005 Rugrats Tales from the Crib: Blancanieves, Angelica Pickles toma el papel de la Reina Malvada en la historia.

- La Reina aparece en la película animada de 2007 Shrek tercero, siendo referida simplemente como "La Reina Mala" (con la voz de Susanne Blakeslee). Ella se une al equipo de villanos de cuento del Príncipe Encantador para apoderarse de Muy Muy Lejano. Sin embargo, se redime al final y dice que siempre quiso abrir un spa en Francia. También aparece en el videojuego Shrek tercero como uno de los jefes que Shrek y su equipo tienen que derrotar.

- En la película animada de 2009 Happily N'Ever After 2: Snow White—Another Bite @ the Apple, la aspirante a reina se llama Lady Vain (con la voz de Cindy Robinson). Ella seduce al Rey Cole para gobernar el reino ella misma y es ayudada por Rumpelstiltskin. Quiere que Blancanieves se vaya del reino, pero no la envenena; En lugar de eso, usa magia para obligar a Blancanieves a difundir chismes maliciosos para que todos en el reino se vuelvan contra ella. Sin embargo, Blancanieves logra frustrar la ceremonia de matrimonio de Lady Vain y exponerla como una bruja.

- En el episodio "Four Great Women and a Manicure" (2009) de la serie animada Los Simpson, Lisa Simpson cuenta su versión del cuento de "Blancanieves", con Lindsey Naegle en el papel de la Reina. Al igual que en la historia clásica, la Reina pide al Cazador (Willie) que mate a Blancanieves (Lisa), y posteriormente se disfraza de anciana al descubrir que sigue viva para envenenarla con la manzana. Tras lograrlo, se encuentra con los enanitos, y huye de ellos por la ventana, encontrándose fuera a los animales del bosque, los cuales terminan devorándola.[24]

- En el episodio "Snow Yellow and the Seven Jellies" (2009) de la serie animada Bob Esponja, los personajes de la serie interpretan una versión del cuento con Karen en el papel de Reina Malvada.[25]

### Literatura
- En el Universo DC, la Reina de las Fábulas era una bruja malvada e intrigante que, en su juventud, provocó el infierno en la Tierra hasta que su propia hijastra, Blancanieves, la atrapó en un libro. Siglos después, los descendientes de Blancanieves la liberaron accidentalmente y desde entonces se ha enfrentado a muchos superhéroes de la Liga de la Justicia, como Superman y Wonder Woman, a quien la Reina creyó que era Blancanieves debido a su gran belleza.
- En la serie de cómics de cuatro partes Muppet Snow White de la franquicia de The Muppets, Miss Piggy toma el papel de la Reina Malvada en la historia.[26]

### Otros trabajos
- En la línea de muñecas Ever After High de Mattel, uno de los personajes principales de la franquicia es Raven Queen, la hija de la Reina Malvada, junto con Apple White, la hija de Blancanieves.[27]